# LG K4
LG K4는 LG전자가 2016년 2월 영국과 러시아 등의 국가에 출시한 보급형 스마트폰이다. 다른 K 시리즈와 디자인은 거의 비슷하지만 K5부터 후면키가 빠졌다. 캐나다 버전은 AP가 퀄컴 스냅드래곤 210으로 변경되어 출시되었다. 2016년 11월 29일에는 대한민국에서 전파 인증을 통과하기도 했다.

## 운영 체제 / 소프트웨어

### 안드로이드 5.1.1 롤리팝
LG K4는 안드로이드 5.1.1 롤리팝을 탑재하여 출시되었다.

## 특수 기능

### 제스쳐 인터벌 샷
전면 카메라에서 촬영 버튼을 길게 누르거나 주먹을 빠르게 두 번 쥐면 약 2초 간격으로 사진 4장을 연속 촬영할 수 있다.
- 제스쳐 (주먹) 1번 : 1장
- 제스쳐 (주먹) 2번 : 4장 연속 (약 2초 간격)

### 노크 온
화면이 꺼진 상태에서 화면을 두 번 두드리면 켜지는 기능이다. LG G2에서 처음 공개되었다.

### 노크 코드
화면이 꺼진 상태에서 설정한 패턴대로 화면을 터치하면 화면이 켜짐과 동시에 잠금도 함께 풀리는 기능이다. G 프로 2에서 처음 공개되었다.

## 색상
- 인디고 블랙
- 화이트

## 같이 보기
- LG K
- LG K10
- LG K8
- LG K7
- LG K5
- LG K3